# Skynet 2A
Skynet–2A angol katonai hírközlési műhold.

## Küldetés
A katonai hírszerzés létrehozta a Skynet elnevezésű katonai kommunikációs műholdját. Feladata elősegíteni az angol katonai- és állami szervezetek összeköttetések (telefon, fax, távirat) biztonságát, az érdekeltségi területekkel, objektumokkal.

## Jellemzői
Gyártotta a Matra Marconi Space (MMS) francia/angol vegyesvállalat, védelmi rendszert biztosította a Philco Ford, üzemeltette a Paradigm Secure Communications. A legnagyobb felhasználó a Government Communications Headquarters (GCHQ) volt.
Megnevezései: Skynet–2A; COSPAR: 1974-002A; Kódszáma: 7096.
1974. január 19-én a Floridából, a Cape Canaveral űrközpontból, az LC–17B (LC–Launch Complex) jelű indítóállványról egy Delta 2313 (587/D100) hordozórakétával állították magas Föld körüli (HEO = High-Earth Orbit) pályára. A hordozórakéta második fokozatának technikai (elektronika) hibája miatt csak alacsony pályára állt. Az orbitális pályája 121,5 perces, 37,6° hajlásszögű, a geocentrikus pálya perigeuma 96 kilométer, az apogeuma 3406 kilométer volt.
Keringési ideje alatt a földi állomásoknak sikerült a műhold részleges működését figyelő telemetriai kapcsolatot teremteni. Műszereinek önellenőrzésével vizsgálhatták az űreszköz mikrogravitációs működőképességét, mely segítette a radarok kalibrálását.
Tömege 243 kilogramm. Formája hengeres, magassága 810, átmérője 1370 centiméter. Forgás-stabilizált űreszköz. A telemetriai kapcsolatot antennák segítségével, pályakorrekcióit gázfúvókákkal végezték. Az űreszköz felületét napelemek borították, éjszakai (földárnyék) energia ellátását kémiai akkumulátorok biztosították. Szolgálati idejét egy évre tervezték.
1974. január 25-én, 6 nap után belépett a légkörbe és megsemmisült.